# Голев, Владимир Андреевич
Владимир Андреевич Голев (род. 29 ноября 1940, Троицк, Челябинская область) — советский и российский хоккейный тренер, спортивный функционер. Заслуженный тренер России.

## Биография
Старший из четырёх братьев. Отец — потомственный железнодорожник, скончался в 1965 году. Мать — из семьи уральских казаков.
Во время службы в армии играл в футбол за Туркестанский военный округ, чемпион Вооруженных сил СССР (1961). В классе «Б» выступал за «Металлург» Златоуст нападающим (1965). Во время обучения в Рижском институте физкультуры выступал за хоккейную команду «Латвияс Берзс». Окончил Московский институт физкультуры по специальности тренер футбольной, хоккейной команды. В течение семи лет тренировал команду «Вымпел» (Междуреченск). С 1972 года — тренер «Титана» (Березники). В ноябре 1974/75 стал старшим тренером клуба «Ижсталь» Ижевск. Через четыре года уехал в череповецкий «Металлург», с которым по итогам сезона 1980/81 вышел в первую лигу. Три сезона (1983/84 — 1985/86) тренировал «Металлург» Новокузнецк. Вернулся в Череповец, команду которого в 1989 году вновь вывел в первую лигу, в 1992 — в МХЛ. Был главным тренером 9 сезонов и в 1997, 1999 годах. Был президентом клуба.
С 2000 года в течение 12 лет — директор и президент череповецкого футбольного клуба «Северсталь» («Шексна»). При нем команда один раз победила в зоне «Запад» второго дивизиона, несколько раз становилась призером первенства.
Именной свитер Владимира Голева был поднят 30 ноября 2015 года под своды Ледового дворца Череповца и 23 января 2021 под своды Ледового дворца «Ижсталь».